# KOYANAGI the COVERS PRODUCT 2
『KOYANAGI the COVERS PRODUCT 2』（コヤナギ・ザ・カヴァーズ・プロダクト・ツー）は、2003年9月25日に、ワーナーミュージック・ジャパンから発売された小柳ゆき3枚目のカバー・アルバム。

## 概要
- 『Koyanagi the Covers PRODUCT 1』続編。1は洋楽カバーに対し、2は原則J-POPカバー。洋楽カバー続編に『KOYANAGI the DISCO』がある。
- 5thアルバム『Type』同日発売。

## 収録曲
1. 恋のフーガ
  - 15thシングル
  - 原曲：ザ・ピーナッツ
  - フジテレビ系列「ミュージックフェア」で小柳が二人に"増殖"して歌唱。
2. 異邦人
  - 原曲：久保田早紀
3. 愛が止まらない 〜Turn It Into Love〜
  - 15thシングルC/W
  - 原曲：Wink
4. PIECE OF MY WISH
  - 原曲：今井美樹
5. キャンディ
  - 原曲：原田真二
6. MISS BRAND-NEW DAY
  - 原曲：サザンオールスターズ
7. 会いたい
  - 15thシングル
  - 原曲：沢田知可子
8. J
  - 15thシングルC/W
  - 原曲：李仙姫
9. マイ・ウェイ
  - 原曲：フランク・シナトラ。日本語詞。
10. 恋のフーガ（New Classic Remix）　ボーナス・トラック
11. 愛が止まらない〜Turn It Into Love〜（Crazy Love Remix）　ボーナス・トラック
12. 会いたい（Earth Beat Version）　ボーナス・トラック